# Gallués/Galoze
Gallués/Galoze (spanisch Gallués; baskisch Galoze) ist ein Ort und eine Gemeinde im baskischsprachigen Teil der Autonomen Gemeinschaft Navarra mit 93 Einwohnern (Stand: 2024). Zur Gemeinde gehören neben dem Ort Galoze die Ortschaften Itzalle, Izize und Uskartze.

## Lage
Gallués/Galoze liegt etwa 45 Kilometer östlich von Pamplona in einer Höhe von ca. 765 m.

## Sehenswürdigkeiten
- Johannes-der-Täufer-Kirche